# マラサダ
マラサーダシュ（ポルトガル語: Malassadas）はポルトガルの揚げ菓子。マラサーダシュを起源とするハワイのマラサダについても本項で述べる。

## 概要
マラサーダシュは、アソーレス諸島のサンミゲル島とマデイラ島で作られる揚げイースト菓子であり、ドーナツの一種とも言える。
大きさはさまざまであり、小さいものは殻付きのクルミていどで、大きなものは人の顔よりも大きい。
謝肉祭には欠かせない食べ物とされ、ポルトガル本土で食べられているフィリョスと同様、クリスマスから正月にかけて謝肉祭に食されている。アソーレス諸島での人気は高く、今日でもスーパーマーケットなどの製パンコーナーなどでは日常的に販売されている。

## 食べ方
揚げたてのマラサーダシュにグラニュー糖をまぶして食べる。
アソーレス諸島独特の食べ方としては、モラセスをかけて食べる。

## 名称
「mal」、「assadas」の2語からなる名称であり、日本語に直訳すると「充分に火が通っていない」「焼けていない」の意となる。
これはアソーレス諸島のものは中心部が白っぽく、火が通っていないように見えることからの命名である。

## マラサダ

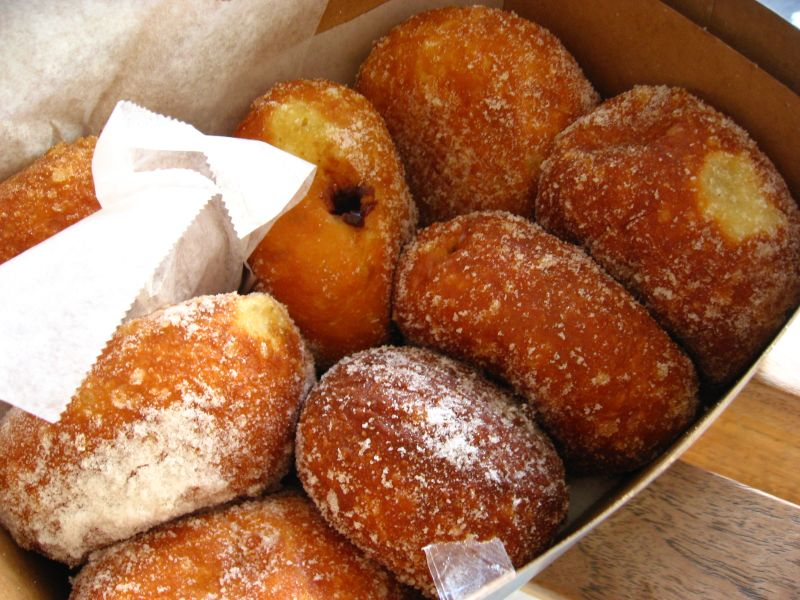
カスタード、チョコレート、ハウピア、グァバ味のマラサダ

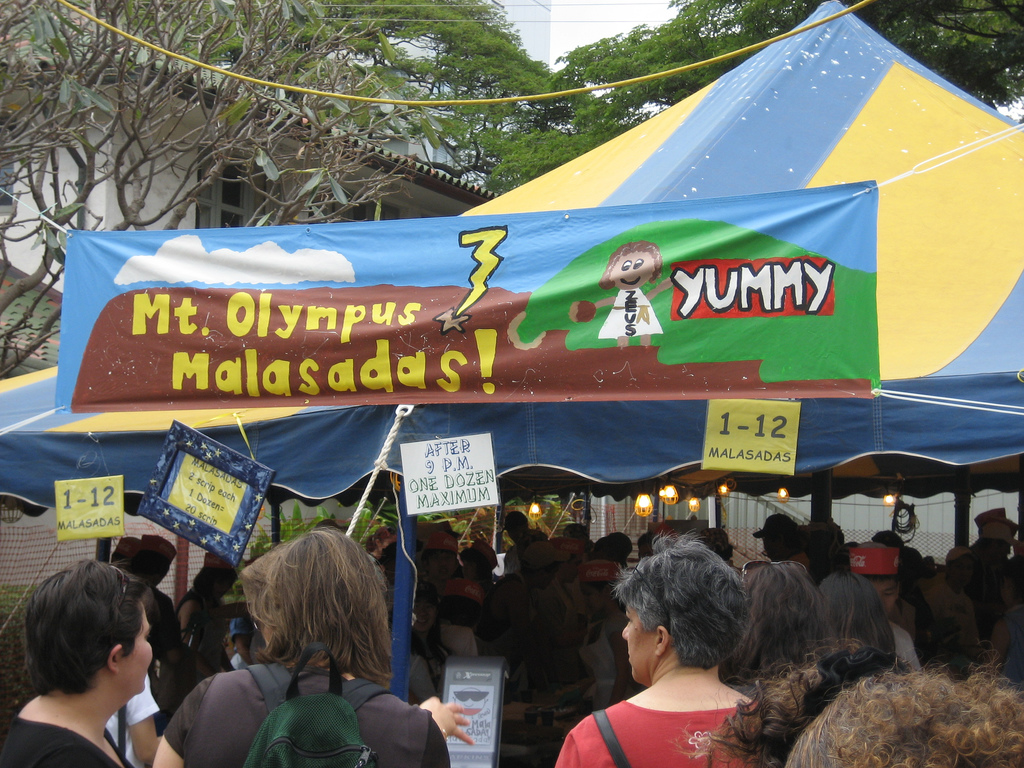
祭に出店されたマラサダ店

マラサダ（英語: malasada）は、アメリカ合衆国ハワイのドーナツ。
1878年9月29日にマデイラ島からハワイのホノルルに入植が行われ、その際にもたらされたマラサーダシュがマラサダとなった。
今日では、ハワイ島には多くのマラサダ専門のパン屋がある。
「肥沃な火曜日」は、ハワイでは「マラサダの日」としても知られる。ポルトガル人移民の多くはカトリック教徒であり、受難節の前にラードや砂糖を使い切らなければならないため、彼らはたくさんのマラサダを作り、プランテーションで働く他の人種の移民たちにも分け与えた。こうしてハワイにマラサダが広がった。
アメリカ合衆国では、ポルトガル系の家庭で「肥沃な火曜日」にしばしばマラサダが作られる。最年長の女性（主に母か祖母）が調理し、年長の子供が温かいマラサダを砂糖の中で転がして手伝うのが伝統となっている。多くの人は、熱いうちに食べるのを好む。電子レンジで再加熱できるが、砂糖を吸収してしまうため、香りや歯触りが揚げたてのものとは若干異なる。